# Guadalupe los Manantiales
Guadalupe los Manantiales es una localidad de México localizada en el municipio de San Agustín Tlaxiaca en el estado de Hidalgo.

## Geografía
Se encuentra en la región geográfica del Valle del Mezquital. A la localidad le corresponden las coordenadas geográficas 19° 59’ 01.428” de latitud norte y 98° 03’ 34.337” de longitud oeste, con una altitud de 2389 m s. n. m. Cuenta con un clima templado subhúmedo con lluvias en verano, de menor humedad.
En cuanto a fisiografía se encuentra en la provincia del Eje Neovolcanico, dentro de la subprovincia de Sierras y Llanuras de Querétaro e Hidalgo; su terreno es de sierra. En lo que respecta a la hidrografía se encuentra posicionado en la región del Pánuco, dentro de la cuenca del río Moctezuma, y en la subcuenca del río Salado.

## Demografía
En 2020 registró una población de 1039 personas, lo que corresponde al 2.67 % de la población municipal. De los cuales 530 son hombres y 509 son mujeres. La localidad se encuentra conurbada a la localidad de Santa María Ajoloapan, Hueypoxtla.
| Gráfica de evolución demográfica de Guadalupe los Manantiales entre 2000 y 2020              |
|                                                                                              |
| Población de los censos y conteos del Instituto Nacional de Estadística y Geografía (INEGI). |